# Emmanuel Schotté
Emmanuel Schotté (nacido en Francia, 1958) es un actor francés conocido principalmente por protagonizar L'Humanité de 1999, dirigida por Bruno Dumont.

## Trayectoria
Desempleado después de abandonar el ejército, sin experiencia como actor, es contratado para asumir el papel principal en la película L'Humanité de Bruno Dumont. Su actuación le valió, para sorpresa de muchos medios y asistentes. Ganó el premio a Mejor Interpretación Masculina en el Festival de Cannes de 1999. Schotté, instalado en Bailleul, se abstiene casi por completo de volver a la pantalla, pero en 2018 hizo nuevamente una aparición en la serie francesa "Coincoin et les Z'inhumains" también dirigida por Dumont.

## Filmografía

### Cine
- 1999 : L'humanité de Bruno Dumont

### Televisión
- 2018 : Coincoin et les Z'inhumains de Bruno Dumont

## Premios y distinciones
Festival Internacional de Cine de Cannes
| Año  | Categoría   | Película   | Resultado |
| ---- | ----------- | ---------- | --------- |
| 1999 | Mejor Actor | L'humanité | Ganador   |